# Зарубежные фильмы, выпущенные в советский прокат в 1991 году
Список фильмов, выпущенных в советский кинопрокат в 1991 году.
| Прокатное название на русском языке | Оригинальное название, год выхода, страна                          | Перевод, студия, год                    | Дата выпуска |
| ----------------------------------- | ------------------------------------------------------------------ | --------------------------------------- | ------------ |
| Автофургон                          | «The Van» (1977) США                                               |                                         |              |
| Актриса                             | «Die Schauspielerin» (1988) ГДР                                    | Дубляж — к/ст им. Горького, 1990        | апрель       |
| Американа                           | «Americana» (1983) США                                             |                                         |              |
| Американский орел                   | «American Eagle» (1989) США                                        |                                         | 15 апреля    |
| Амстердамский кошмар                | «Amsterdamned» (1987) Голландия                                    |                                         | 29 июля      |
| Ангелочек                           | «Angel» (1983) США                                                 | Озвучание — к/ст «Мосфильм», 1990       | май          |
| Ангелочек-мстительница              | «Avenging Angel» (1985) США                                        | Озвучание — к/ст «Мосфильм», 1990       | 23 декабря   |
| Ангелочек 3                         | «Angel III: The Final Chapter» (1988) США                          | Озвучание — к/ст «Мосфильм», 1990       |              |
| Балканский шпион                    | «Балкански шпиjун» (1984) Югославия                                | Дубляж — к/ст им. Горького, 1991        | ноябрь       |
| Бассейн                             | «La piscine» (1969) Франция                                        | Дубляж — к/ст им. Горького, 1991        | сентябрь     |
| Без царапины                        | «Без драскотина» (1988) Болгария                                   | Дубляж — к/ст «Мосфильм», 1990          | январь       |
| Белый огонь                         | «Vivre pour survivre» (1984) Франция—Великобритания                |                                         | 7 октября    |
| Бульвар Ван Нойз                    | «Van Nuys Blvd.» (1979) США                                        |                                         |              |
| Бум                                 | «La Boum» (1980) Франция                                           | Дубляж — к/ст им. Горького, 1990        | апрель       |
| Бум 2                               | «La Boum 2» (1982) Франция                                         | Дубляж — к/ст им. Горького, 1990        | май          |
| В понедельник утром                 | «Понеделник сутрин» (1988) Болгария                                | Озвучание — к/ст им. Горького, 1990     | январь       |
| В тихом краю птицы поют             | «Nơi bình yên chim hót» (1986) Вьетнам                             | Озвучание — к/ст «Центрнаучфильм», 1990 | февраль      |
| В яблочко!                          | «Bullseye!» (1990) США                                             | Озвучание — к/ст «Ленфильм», 1991       | 16 сентября  |
| Вальс на зыбкой почве               | «Banánhéjkeringö» (1987) Венгрия                                   | Дубляж — к/ст им. Горького, 1990        | 30 марта     |
| Ванильно-клубничное мороженое       | «Vanille fraise» (1989) Франция                                    | Дубляж — к/ст им. Горького, 1991        | 2 сентября   |
| Вампиры Беверли-Хиллз               | «Beverly Hills Vamp» (1989) США                                    |                                         | 2 декабря    |
| Вера                                | «Aitbaar» (хинди ऐतबार) (1985) Индия                                | Дубляж — к/ст им. Горького, 1991        | август       |
| Взлом                               | «Der Bruch» (1988) ГДР                                             | Дубляж — к/ст им. Горького, 1991        | февраль      |
| Взять живым или мёртвым             | «Wanted: Dead Or Alive» (1986) США                                 | Озвучание — к/ст «Фильмэкспорт», 1990   | 27 мая       |
| Вне закона                          | «Le Marginal» (1983) Франция                                       | Дубляж — к/ст им. Горького, 1991        | 13 мая       |
| Воронье радио                       | «Radio Corbeau» (1988) Франция                                     | Дубляж — к/ст «Ленфильм», 1991          | октябрь      |
| Восемь процентов любви              | «Осем процевнта любов» (1990) Болгария                             | Дубляж — к/ст им. Довженко, 1991        | декабрь      |
| Враг                                | «Duśmana» (хинди दुश्मन) (1990) Индия                                | Дубляж — к/ст им. Горького, 1991        | июнь         |
| Время леопардов                     | «Tempo dos Leopardos» (1985) Мозамбик—Югославия                    | Озвучание — к/ст им. Довженко, 1990     | октябрь      |
| Время слуг                          | «Cas sluhu» (1989) Чехословакия                                    | Дубляж — к/ст «Мосфильм», 1990          | июль         |
| Время чуда                          | «Време чуда» (1989) Югославия                                      | Озвучание — к/ст им. Горького, 1991     | октябрь      |
| Всё — любовь                        | «Всичко е любов» (1979) Болгария                                   | Дубляж — к/ст им. Горького, 1990        | май          |
| Всё откладываю тебя забыть          | «Все отлагам да те забравя» (1990) Болгария                        | Озвучание — «Союзмультфильм», 1991      | декабрь      |
| Вторая Жикина династия              | «Друга Жикина династиjа» (1986) Югославия                          | Дубляж — к/ст «Мосфильм», 1990          | 28 сентября  |
| Второстепенные роли                 | «Papeles secundarios» (1989) Куба—Испания                          | Дубляж — к/ст «Ленфильм», 1990          | апрель       |
| Выбор оружия                        | «Le choix des armes» (1981) Франция                                | Дубляж — «Союзмультфильм», 1991         | 20 июня      |
| Высоконравственная ночь             | «Egy erkölcsös éjszaka» (1977) Венгрия                             | Озвучание — к/ст «Ленфильм», 1991       | 9 декабря    |
| Выход дракона                       | «Enter the Dragon» (1973) США——Гонконг                             | Дубляж, 1991                            |              |
| Гадюка                              | «Viper» (1988) США                                                 | Озвучание, 1990                         | 8 апреля     |
| Галаксина                           | «Galaxina» (1980) США                                              | Озвучание, 1990                         | 23 декабря   |
| Галиматья                           | «Galimatias, czyli kogel-mogel II» (1989) Польша                   | Дубляж — к/ст им. Довженко, 1991        | декабрь      |
| Галисиец                            | «Gallego» (1987) Куба—Испания                                      | Дубляж — к/ст им. Довженко, 1990        | январь       |
| Генерал в отставке                  | «Tướng về hưu» (1988) Вьетнам                                      | Озвучание — к/ст «Ленфильм», 1990       | август       |
| Герой Хиралал                       | «Hero Hiralal» (хинди हीरो हीरालाल) (1988) Индия                        | Дубляж — к/ст им. Горького, 1990        | апрель       |
| Гита из Ситапура                    | «Sitapur Ki Geeta» (хинди सीतापुर की गीता) (1987) Индия                  | Дубляж — к/ст им. Довженко, 1990        | 7 октября    |
| Главарь мафии                       | «Mob Boss» (1990) США                                              | Озвучание, 1991                         | 30 сентября  |
| Голубая лагуна                      | «The Blue Lagoon» (1980) США                                       | Озвучание — ТПО «Паритет», 1989         | февраль      |
| Горячая цель                        | «Hot Target» (1985) Великобритания—Новая Зеландия                  |                                         | 11 февраля   |
| Господа Глембаи                     | «Glembajevi» (1988) Югославия                                      | Дубляж — Ялтинская к/ст, 1990           | март         |
| Господин Бхарат                     | «Mr. Bharat» (там. மிஸ்டர் பாரத்) (1986) Индия                          | Озвучание — к/ст «Мосфильм», 1990       | сентябрь     |
| Гражданин Пищик                     | «Obywatel Piszczyk» (1988) Польша                                  | Дубляж — к/ст им. Горького, 1991        | 6 марта      |
| Гуру                                | «Guru» (хинди गुरु) (1989) Индия                                     | Дубляж — к/ст им. Горького, 1991        |              |
| Два чудака                          | «Zwei schräge Vögel» (1989) ГДР                                    | Дубляж — к/ст им. Довженко, 1990        | июль         |
| Двое заключенных                    | «Do Qaidi» (хинди दो कैदी) (1989) Индия                               | Дубляж — к/ст «Нева», 1990              | июнь         |
| Двое на канапе                      | «Duos sur canapé» (1979) Франция                                   |                                         | 20 июля      |
| Девочки с помпонами                 | «The Pom Pom Girls» (1976) США                                     |                                         |              |
| Девять смертей Ниндзя               | «Nine Deaths of the Ninja» (1985) США                              |                                         | 18 февраля   |
| Деловая женщина                     | «Working Girl» (1988) США                                          | Дубляж — к/ст «Мосфильм», 1990          | 24 июня      |
| День зарплаты                       | «"Polizeiruf 110" Zahltag» (1990) ГДР                              | Дубляж — к/ст им. Довженко, 1990        | июль         |
| Дикарь                              | «Le sauvage» (1975) Франция                                        | Дубляж — «Синхрон», 1991                | 15 апреля    |
| Дневная красавица                   | «Belle De Jour» (1967) Франция                                     | Озвучание — к/ст им. Горького, 1991     | 23 сентября  |
| Желание матери                      | «Eomeoniui sowon» (어머니의 소원) (1989) КНДР                      | Озвучание — к/ст им. Довженко, 1990     | февраль      |
| Женщины-полицейские                 | «Policewomen» (1974) США                                           |                                         |              |
| Жертва во имя любви                 | «Pyaar Ke Naam Qurbaan» (хинди प्यार का नाम कुर्बान) (1990) Индия         | Дубляж — к/ст им. Довженко, 1991        | 7 октября    |
| Жидкое небо                         | «Liquid Sky» (1982) США                                            |                                         | 2 февраля    |
| Загорелые на лыжах                  | «Les bronzés font du ski» (1979) Франция                           |                                         | 2 сентября   |
| Закрытое общество                   | «Geschlossene Gesellschaft» (1989) ГДР                             | Дубляж — к/ст «Ленфильм», 1990          | июль         |
| Затянувшееся лето                   | «Илуу сартай зун» (1987) Монголия                                  | Озвучание — к/ст им. Довженко, 1990     | июль         |
| Зигфрид                             | «Zygfryd» (1986) Польша                                            | Озвучание — к/ст им. Горького, 1989     | январь       |
| Златовласка и золотая крепость      | «Yellow Hair and the Pecos Kid» (1984) США—Испания                 |                                         | 25 марта     |
| Иисус                               | «Jesus» (1979) США                                                 | Дубляж — к/ст им. Горького, 1990        | 8 апреля     |
| И… как Икар                         | «I… comme Icare» (1979) Франция                                    | Дубляж — к/ст «Мосфильм», 1991          | октябрь      |
| Искусство любви                     | «Sztuka kochania» (1989) Польша                                    | Озвучание — «Примодесса-фильм», 1990    | март         |
| История одной встречи               | «Histoire d'une rencontre» (أتذكرك لقاء) (1985) Франция—Алжир      | Озвучание — к/ст им. Довженко, 1990     | август       |
| Исчезнувшие свидетели               | «Martori disparuti» (1988) Румыния                                 | Дубляж — к/ст «Ленфильм», 1990          | 11 января    |
| Их знали только некоторые           | «Myeochsalamman algoiss-eossda» (몇 사람만 알고있었다) (1988) КНДР | Озвучание — к/ст «Центрнаучфильм», 1990 | август       |
| К черту Харболлу                    | «Zum Teufel mit Harbolla» (1988) ГДР                               | Дубляж — к/ст «Мосфильм», 1990          | май          |
| Капитан Америка                     | «Captain America» (1990) США—Югославия                             |                                         | 22 апреля    |
| Кинотеатр «Парадизо»                | «Nuovo Cinema Paradiso» (1988) Италия—Франция                      | Дубляж — к/ст им. Горького, 1991        | 4 марта      |
| Кишан и Канхайя                     | «Kishen Kanhaiya» (хинди किशन कन्हैया) (1990) Индия                    | Дубляж — к/ст им. Горького, 1991        | 28 октября   |
| Клад рыцаря Милоты                  | «Poklad rytíře Miloty» (1990) Чехословакия                         |                                         | июнь         |
| Комендантский час                   | «Martial Law» (1990) США                                           | Озвучание — ТПО «Союзтелефильм», 1991   | 26 июля      |
| Коммандос                           | «Commando» хинди कमांडो (1988) Индия                                  | Озвучание — к/ст «Ленфильм», 1990       | апрель       |
| Конец старых времен                 | «Konec starých časů» (1989) Чехословакия                           | Дубляж — к/ст «Мосфильм», 1990          | август       |
| Космическая заварушка               | «Space Mutiny» (1988) США—ЮАР                                      | Озвучание — ТПО «Союзтелефильм», 1990   | март         |
| Красотка из Альгамбры               | «La bella del Alhambra» (1989) Куба—Испания                        | Дубляж — «Совинфильм», 1990             | январь       |
| Кровь, слёзы, любовь, месть         | «Xue lei qing chou» (1989) КНР                                     | Дубляж — к/ст им. Горького, 1990        |              |
| Куда вы едете?                      | «Зе къде пътувате» (1986) Болгария                                 | Дубляж — к/ст «Мосфильм», 1990          | июнь         |
| Ламбада                             | «Lambada» (1990) Италия—Бразилия                                   |                                         | 5 апреля     |
| Леопард                             | «Le Leopard» (1984) Франция                                        |                                         | 1 апреля     |
| Луна-44                             | «Moon 44» (1990) ФРГ                                               | Дубляж — к/ст «Мосфильм», 1991          | 23 сентября  |
| Лучшие друзья                       | «Best Friends» (1982) США                                          |                                         |              |
| Любовь в Багдаде                    | «Hob fee Bagdhad» (الحب في بغداد) (1986) Ирак                      | Озвучание — к/ст «Мосфильм», 1991       | ноябрь       |
| Любовь, любовь, любовь              | «Love Love Love» (хинди लव लव लव) (1989) Индия                     | Дубляж — к/ст «Нева», 1991              | декабрь      |
| Магия                               | «Magic» (1978) США                                                 |                                         | 29 апреля    |
| Маленькая воровка                   | «La petite voleuse» (1988) Франция                                 |                                         | 4 ноября     |
| Маленький свидетель                 | «Pasivadi Pranam» (телугу పసివాడి ప్రాణం) (1987) Индия                   | Дубляж — к/ст им. Довженко, 1990        | март         |
| Мой учитель                         | «My Tutor» (1983) США                                              |                                         |              |
| Мой шофер                           | «My Chauffeur» (1986) США                                          | Озвучание — «Фильмэкспорт», 1990        | 18 ноября    |
| Молодая Екатерина                   | «Young Catherine» (1990) США—Канада—Италия—СССР                    | Дубляж — к/ст «Ленфильм», 1991          |              |
| Моя мама — оборотень                | «My Mom's a Werewolf» (1986) США                                   |                                         | октябрь      |
| Мудрая княгиня Мандухай             | «Мандухай цэцэн хатан» (1988) Монголия                             | Дубляж — Ялтинская к/ст, 1991           | сентябрь     |
| Музыкальная фантазия                | «Swara Kalpana» (телугу స్వర కల్పన) (1989) Индия                     | Озвучание — к/ст «Мосфильм», 1990       | июль         |
| Мэкки-Нож                           | «Mack the Knife» (1989) Голландия—Венгрия                          |                                         | 12 июля      |
| Не отвечайте на телефонный звонок   | «Don't Answer the Phone!» (1980) США                               |                                         | 17 июня      |
| Не отступать и не сдаваться         | «No Retreat, No Surrender» (1986) США—Гонконг                      | Озвучание — к/ст «Мосфильм», 1991       | сентябрь     |
| Невидимый враг                      | «Enemy Unseen» (1989) США—ЮАР                                      | Озвучание — ТПО «Союзтелефильм», 1991   | 13 мая       |
| Негасимая лампа                     | «Ngọn đèn trong mơ)» (1987) Вьетнам                                | Озвучание — к/ст «Мосфильм», 1990       | сентябрь     |
| Непобедимая нога                    | «Wu di yuan yang tui» (кит. 无敌鸳鸯腿) (1990) КНР                 | Дубляж — к/ст им. Горького, 1991        | октябрь      |
| Нет выхода                          | «No Way Out» (1987) США                                            | Дубляж — «Синхрон», 1991                | 25 ноября    |
| Новые приключения Теннеси Бака      | «The Further Adventures of Tennessee Buck» (1988) США—Шри-Ланка    |                                         |              |
| Ночной портье                       | «Il Portiere Di Notte» (1974) Италия                               | Озвучание — к/ст им. Горького, 1990     | 15 марта     |
| Нью-Йорк, четыре утра               | «Nowy Jork, czwarta rano» (1988) Польша                            | Дубляж — к/ст «Мосфильм», 1990          | июль         |
| Обещание                            | «Yagsog» (역숙) (1985) КНДР                                        | Озвучание — к/ст им. Довженко, 1990     | январь       |
| Огненная корона                     | «Coroana de foc» (1990) Румыния                                    | Дубляж — к/ст им. Горького, 1991        | ноябрь       |
| Океан                               | «Samundar» (хинди समुन्दर) (1986) Индия                              | Дубляж — к/ст им. Горького, 1991        | июль         |
| Октагон                             | «The Octagon» (1980) США                                           |                                         | 25 ноября    |
| О.Н.А. (Особо надежный агент)       | «S+H+E: Security Hazards Expert» (1980) США—ФРГ                    | Дубляж — к/ст им. Горького, 1991        | 29 апреля    |
| Отмщение                            | «Revenge» (1990) США                                               | Дубляж — к/ст им. Горького, 1991        | 21 февраля   |
| Отмщение в большом мире             | «Fu chou da shi jie» (кит. 复仇大世界) (1990) КНР                  | Дубляж — к/ст «Нева», 1991              | 22 декабря   |
| Отчаянная команда                   | «Casebusters» (1986) США                                           |                                         |              |
| Охотники прерий в Мексике           | «Präriejäger in Mexiko: Geierschnabel» (1988) ГДР                  | Дубляж — к/ст им. Довженко, 1991        | ноябрь       |
| Патриот                             | «The Patriot» (1986) США                                           |                                         | 14 февраля   |
| Первичное зло                       | «Prime Evil» (1988) США                                            | Озвучание — к/ст «Фильмэкспорт», 1990   | 24 июня      |
| Первопроходцы пустыни               | «El-haimoune» (1986) Франция—Тунис                                 | Озвучание — к/ст им. Довженко, 1990     | февраль      |
| Переключая каналы                   | «Switching Channels» (1988) США                                    | Дубляж — к/ст «Ленфильм», 1990          | 23 января    |
| Пламя                               | «Angaaray» (хинди अंगारे) (1986) Индия                                | Дубляж — к/ст «Мосфильм», 1990          | январь       |
| Пляж в Малибу                       | «Malibu Beach» (1978) США                                          |                                         |              |
| Пляжные девочки                     | «The Beach Girls» (1982) США                                       | Озвучание, 1990                         | 21 января    |
| Подарок                             | «Le Cadeau» (1982) Франция—Италия                                  | Озвучание — к/ст им. Горького, 1991     | 16 сентября  |
| Поездка с учительницей              | «Trip with the Teacher» (1975) США                                 |                                         |              |
| Пока без подходящего названия       | «Za sada bez dobrog naslova» (1988) Югославия                      | Озвучание — к/ст «Мосфильм», 1990       | июль         |
| Поле разума                         | «Mindfield» (1989) Канада                                          |                                         | 23 декабря   |
| Полицейская история                 | «Ging chat goo si» (1985) Гонконг                                  |                                         |              |
| Похитители мыла                     | «Ladri di saponette» (1989) Италия                                 | Дубляж — к/ст «Ленфильм», 1990          | март         |
| Право на выбор                      | «Право на избор» (1989) Болгария                                   | Дубляж — к/ст «Ленфильм», 1990          | март         |
| Право на жизнь                      | «Salm-ui gwonli» (삶의 군리) (1989) КНДР                           | Озвучание — к/ст «Мосфильм», 1991       | ноябрь       |
| Приговор                            | «Qayamat Se Qayamat Tak» (хинди कयामत से कयामत तक) (1988) Индия       | Дубляж — к/ст им. Горького, 1990        | май          |
| Приговорённый                       | «Mujrim» (хинди मुजरिम) (1989) Индия                                 | Дубляж — «Союзмультфильм», 1991         | 22 декабря   |
| Призрак оперы                       | «The Phantom of the Opera» (1989) США                              |                                         |              |
| Принцесса с Луны                    | «Taketori monogatari» (яп. 竹取物語) (1987) Япония                 | Дубляж — «Союзмультфильм», 1990         | февраль      |
| Принц Ходон и принцесса Ранран      | «Hodongwangjawa Rakranggongju» (1989) КНДР                         | Дубляж — к/ст им. Довженко, 1990        |              |
| Пришелец                            | «Shani» (پاہونا) (1989) Пакистан                                   | Дубляж — к/ст им. Горького, 1991        | август       |
| Прозрение наступает не сразу        | «Lối Rẽ Trái Trên Đường Mòn» (1985) Вьетнам                        | Озвучание — к/ст «Центрнаучфильм», 1991 | декабрь      |
| Прощай, Рио                         | «Адио, Рио» (1988) Болгария                                        | Дубляж — к/ст им. Горького, 1990        | февраль      |
| Путь на юго-запад                   | «Cesta na jihozápad» (1989) Чехословакия                           | Дубляж — к/ст им. Горького, 1990        | апрель       |
| Развод                              | «Nikaah» (хинди निकाह) (1982) Индия                                  | Дубляж — Ялтинская к/ст, 1991           | декабрь      |
| Разводы, разводы…                   | «Разводи, разводи…» (1989) Болгария                                | Озвучание — «Союзмультфильм», 1990      | март         |
| Разделенный мир                     | «A World Apart» (1988) Великобритания—Зимбабве                     | Дубляж — к/ст «Ленфильм», 1990          | июль         |
| Ребус                               | «Rebus» (1968) Италия—ФРГ—Испания—Аргентина                        | Озвучание — «Фильмэкспорт», 1991        | 22 февраля   |
| Рыночная площадь                    | «Mandi» (хинди मंडी) (1983) Индия                                    | Дубляж — к/ст им. Горького, 1990        | февраль      |
| Рыцари Стейси                       | «Stacy's Knights» (1983) США                                       |                                         | июль         |
| Сбрось маму с поезда                | «Throw Momma from the Train» (1987) США                            |                                         | 25 ноября    |
| Свидетель                           | «A tanú» (1969) Венгрия                                            | Дубляж — к/ст им. Довженко, 1990        | сентябрь     |
| Сегодня вечером в раю               | «Heaven Tonight» (1989) Австралия                                  | Дубляж — к/ст «Ленфильм», 1990          | 28 января    |
| Сезар и Розали                      | «César et Rosalie» (1974) Франция—Италия—ФРГ                       | Дубляж — к/ст «Мосфильм», 1991          | 23 февраля   |
| Секретный указ императора           | «Chuan guo mi zhao» (кит. 传国密诏) (1988) КНР                     | Дубляж — к/ст им. Горького, 1990        | 25 февраля   |
| Секстет                             | «Sextette» (1978) США                                              |                                         |              |
| Семейное дело                       | «Family Business» (1989) США                                       | Дубляж — к/ст «Ленфильм», 1991          | 29 июля      |
| Семейные шутки                      | «Брачни шеги» (1989) Болгария                                      | Дубляж — «Союзмультфильм», 1990         | февраль      |
| Семь часов до приговора             | «Seven Hours to Judgment» (1988) США                               |                                         | 16 сентября  |
| Семья                               | «La famiglia» (1987) Италия—Франция                                | Дубляж — к/ст «Ленфильм», 1990          | февраль      |
| Сижу на ветке и мне хорошо          | «Sedím na konári a je mi dobre» (1989) Чехословакия—ФРГ            | Дубляж — к/ст им. Горького, 1990        | июнь         |
| Синдбад и глаз тигра                | «Sindbad And The Eye Of The Tiger» (1977) США                      | Озвучание — ТПО «Паритет», 1990         | 21 января    |
| Сложные взаимоотношения             | «Wasta» (хинди वास्ता) (1989) Индия                                   | Озвучание — к/ст «Центрнаучфильм», 1991 | сентябрь     |
| Следы на снегу                      | «Treasures of the Snow» (1980) Великобритания                      | Дубляж — к/ст им. Довженко, 1990        | апрель       |
| Смерть пеликана                     | «"Polizeiruf 110" Der Tod des Pelikans» (1990) ГДР                 | Дубляж — «Союзмультфильм», 1990         | 6 мая        |
| Солнце в пасмурный день             | «Shams fi yaum ghaim» (الشمس فى يوم غائم) (1985) Сирия             | Озвучание — к/ст им. Довженко, 1990     | январь       |
| Стенка на стенку                    | «Tuff Turf» (1985) США                                             | Озвучание — «Фильмэкспорт», 1991        | 21 октября   |
| Сто франков за любовь               | «Cent francs l'amour» (1985) Франция                               | Озвучание, 1990                         | апрель       |
| Столкновение                        | «Thrashin'» (1986) США                                             | Озвучание — «Фильмэкспорт», 1990        | 4 февраля    |
| Студентка                           | «L'étudiante» (1988) Франция                                       | Дубляж — к/ст «Мосфильм», 1990          | 17 июня      |
| Студенческие каникулы               | «Fraternity Vacation» (1985) США                                   | Озвучание — «Фильмэкспорт», 1990        | август       |
| Таис                                | «Thais» (1983) Польша                                              | Озвучание — «Фильмэкспорт», 1991        | 28 октября   |
| Такие разные братья                 | «Apoorva Saghodarargal» (там. அபூர்வ சகோதரர்கள்) (1989) Индия           | Озвучание — к/ст «Мосфильм», 1990       | май          |
| Те, кто платит жизнью               | «Cei care platesc cu viata» (1989) Румыния                         | Дубляж — к/ст им. Горького, 1990        | март         |
| Терминатор                          | «Terminator» (1984) США                                            | Дубляж — «Синхрон», 1991                | 23 декабря   |
| Томбой                              | «Tomboy» (1984) США                                                |                                         | 28 октября   |
| Трагедия частного предпринимателя   | «Ben ming nian» (кит. 本命年) (1990) КНР                           | Дубляж — к/ст им. Довженко, 1990        | апрель       |
| Трое разгневанных мужчин            | «Tridev» (хинди त्रिदेव) (1989) Индия                                 | Дубляж — к/ст «Мосфильм», 1990          | декабрь      |
| Ты, который на небе                 | «Ти, който си в небето» (1990) Болгария                            | Дубляж — к/ст им. Горького, 1990        | апрель       |
| Тысячелетие                         | «Millennium» (1989) США—Канада                                     | Дубляж — к/ст «Мосфильм», 1990          | 18 марта     |
| Удар в спину                        | «Back Stab» (1990) США                                             | Озвучание — «Центрнаучфильм», 1991      | 12 августа   |
| Украденное счастье                  | «"Polizeiruf 110" Gestohlenes Glück» (1989) ГДР                    | Дубляж — к/ст «Ленфильм», 1990          | июль         |
| Уличный охотник                     | «Street Hunter» (1990) США                                         |                                         |              |
| Унесённые ветром                    | «Gone with the Wind» (1939) США                                    | Дубляж — «Союзмультфильм», 1990         | 5 января     |
| Ухо                                 | «Ucho» (1970) Чехословакия                                         | Дубляж — к/ст «Ленфильм», 1991          | сентябрь     |
| Французский квартал                 | «French Quarter» (1977) США                                        |                                         |              |
| Фрида                               | «Frida, naturaleza viva» (1986) Мексика                            | Озвучание — к/ст им. Горького, 1990     | сентябрь     |
| Хиросима, любовь моя                | «Hiroshima mon amour» (яп. 二十四時間の情事) (1959) Франция—Япония |                                         |              |
| Цена безумства                      | «Fēngkuáng de dàijià» (кит. 疯狂 的代价) (1988) КНР                | Дубляж — к/ст им. Горького, 1990        | июль         |
| Чандни                              | «Chandni» (хинди चाँदनी) (1989) Индия                                 | Озвучание — к/ст «Нева», 1991           | июль         |
| Чао, инспектор                      | «Ćao, inspektore» (серб. Ћао, инспекторе) (1985) Югославия         |                                         |              |
| Чао, инспектор 2 или Вампиры        | «Vampiri su među nama» (Вампири су међу нама) (1989) Югославия     |                                         |              |
| Человек из мрамора                  | «Człowiek z marmuru» (1977) Польша                                 | Озвучание — к/ст «Мосфильм», 1990       | октябрь      |
| Черная кошка                        | «Il gatto nero» (1989) Италия                                      | Озвучание — СПТО «Старт»                |              |
| Честь семьи Прицци                  | «Prizzi's Honor» (1985) США                                        | Дубляж — к/ст им. Горького, 1991        | 24 августа   |
| Четверть часа по-американски        | «Le quart d'heure américain» (1982) Франция                        |                                         |              |
| Чудовище из горного озера           | «The Crater Lake Monster» (1977) США                               |                                         |              |
| Чужая земля                         | «Đất lạ» (1986) Вьетнам                                            | Озвучание — Ялтинская к/ст, 1990        | октябрь      |
| Чужой                               | «Alien» (1979) США                                                 | Озвучание — «Фильмэкспорт», 1990        | февраль      |
| Шина — королева джунглей            | «Sheena» (1984) Великобритания—США                                 | Озвучание — ТПО «Паритет», 1989         | февраль      |
| Школа девственниц                   | «Virgin High» (1991) США                                           |                                         | 17 июня      |
| Эльвира – властительница тьмы       | «Elvira, Mistress of the Dark» (1988) США                          | Озвучание — к/ст «Мосфильм», 1990       | 14 января    |
| Экспедиция                          | «Expediţia» (1988) Румыния                                         | Дубляж — к/ст им. Довженко, 1990        | февраль      |
| Эпопея шейха Буамамы                | «Buamama» (1985) Алжир                                             | Дубляж — к/ст им. Горького, 1990        | март         |
| Эте и Али                           | «Ete und Ali» (1985) ГДР                                           | Дубляж — к/ст им. Довженко, 1990        | апрель       |
| Я свершу правосудие                 | «Insaaf Main Karoonge» (хинди इंसाफ मैं करूँगा) (1984) Индия              | Дубляж — к/ст «Ленфильм», 1990          | март         |
| Я — графиня                         | «Аз, графинята» (1989) Болгария                                    | Дубляж — к/ст «Ленфильм», 1990          | июнь         |
| Ярость в клетке                     | «Caged Fury» (1989) США                                            |                                         |              |